# Distrito de Balod
Balod (en Hindi: बालोद जिला) es un distrito de la India en el estado de Chhattisgarh. Su centro administrativo es la ciudad de Balod.
La Corte de Sesiones del Distrito de Balod fue inaugurado el 2 de octubre de 2013 por el honorable juez Shri Sunil Kumar Sinha, del Tribunal Supremo de Chhattisgarh.